# الاكمة (صعفان)

تعديل مصدري - تعديل

الاكمة هي إحدى قرى عزلة بني عراف بمديرية صعفان التابعة لمحافظة صنعاء، بلغ تعداد سكانها 600 نسمة حسب تعداد اليمن لعام 2004.